# Sagan om Mallorea
Sagan om Mallorea är en fantasyserie om fem böcker som utspelar sig efter Sagan om Belgarion. Serien är skriven av den amerikanska författaren David Eddings 1987 till 1991. Ylva Spångberg har översatt böckerna till svenska, med utgivning 1993-1995.
I serien blir sonen till Belgarion, som nu är kung av Riva, som ligger på Vindarnas Ö i Västerhavet, bortrövad. Genast sätter en jakt igång som rasar över Österhavet till kontinenten Mallorea där många hemska krafter är i rullning.

## Delar
Seriens fem delar är:
1. Belgarions son (originaltitel Guardians of the West), utgiven 1987, svensk översättning 1993.[1]
2. Murgoernas konung (originaltitel King of the Murgos), utgiven 1988, svensk översättning 1993.[2]
3. Demonen i Karanda (originaltitel Demon Lord of Karanda), utgiven 1988, svensk översättning 1994.[3]
4. I Zandramas spår (originaltitel Sorceress of Darshiva), utgiven 1989, svensk översättning 1994.[4]
5. Sierskan från Kell (originaltitel The Seeress of Kell), utgiven 1991, svensk översättning 1995.[5]